# Солунска българска община
Солунската българска община е гражданско-църковно сдружение на българите екзархисти в Солун, Османската империя, съществувало от 1862 до 1913 година, когато е закрита след Междусъюзническата война от новите гръцки власти.

## История
До средата на XIX век българите в Солун са малко, тъй като бързо се претопяват в гръцката православна маса. През пролетта на 1845 година руският славист Виктор Григорович посещава Солун и пише в „Очерк путешествия по Европейской Турции“:
| „ | Въпреки близостта на българските селища, в Солун има малко постоянни жители българи. В махалата (част от града) Свети Атанасий има само сто къщи принадлежащи на тях. Повечето жители са евреи от разни секти и турци; след това са македонските власи и гърците, които живеят тук в съвсем близко сходство. Освен тези има и много цигани и накрая европейци. Българите, като постоянни жители, много лесно се смесват с гърците под влияние на гръцкото образование и господстващото в градовете на Македония пренебрежение към името им. На мен особено ми беше важно сближението с работещите пришълци българи. Такива има много в Солун. Особено от Дебър и Битоля идват тук работници за постройките, пристанищните работи и приготвянето на хранителни припаси. | “ |

Движението за славянска просвета в Солун започва под влияние на активните български еснафи в града. Още в 1817 година шивашкият еснаф, съставен от дебрани, крушевчани и кичевчани, съставя дарителен паметник – Памѧтница или споменіца на живи и мертви, който в 1841 година е преведен на гръцки, за да се чете в църква, тъй като четенето на славянски не е позволено. В еснафа е обсъждано създаването на българска църква и българско училище, за да не се изгуби българският език. В 1833 година еснафът уславя за славянски килиен учител монаха руснак Исая.
В края на 50-те – началото на 60-те години идеята за откриване на българско училище в Солун е назряла, за нея активно работи Константин (Динко) Държилов. Има сведение, че според писмо на Димитър Миладинов до Климент Полянин от 22 декември 1859 година руската императрица, чрез руския консул във Варна Александър Рачински, е пратила пари на дъщерята на Държилов, Славка Динкова, за основаване на българско училище в Солун (но според некролога ѝ тя е родена в 1850 година); през февруари 1862 година Константин Държилов известява зографското монашеско братство, че е основал българска община в Солун, а няколко месеца по-късно съобщава на монасите, че в града вече има и българско училище; с тези писма той фактически иска помощта им за заплащането на учител. Идеята му е създаденото в Солун училище да се превърне „във върховно училище, нещо като пансион“, в което да се възпитават бедни деца и да се учат по съчиненията на сина му Георги Динков, които ще отпечата в руския манастир на Атон. По същото време в руското консулство в Солун е депозирана молба, подписана от председателя на българската църковна община и още 87 нейни членове, които молят за финансова подкрепа за замисленото от тях българско училище в града. Средства обаче не са получени.
В периода 1863 – 1866 година фамилията Държилови е център на българските инициативи в Солун. В 1866 година Славка Динкова, насърчена от майка си Велика Държилова, открива първото българско девическо училище, в което по-късно учат и момчета. За целта майка ѝ дарява един етаж от къщата си в българската махала, на улица „Свети Атанас“ № 11. Училището съществува до смъртта на Славка в 1869 година. Според Младен Панчев още през 1866 година около училището се създава „нещо като българска община“, с участието на братята Динко и Киряк (Недялко) Държилови, Георги Държилов, Йован и Йосиф Франго от Дебърско, Вело Негрев от Селце, Йосиф Яковов от Косоврасти (Дебърско) и други.
Дейността на училището има силно въздействие за създаването (или възстановяването) на Солунската българска община. През февруари 1868 година управителното тяло на училището свиква в дома на Панайот Хаджилазов общо събрание солунските българи, но и много българи от други места са поканени и присъстват. Георги Динков дава отчет и освен за работите на училището, в своята реч той призовава българите да съставят „община за църковно общественото си управление“ и събранието решава да бъде създадена солунската българска община, избира се и нейното ръководството. В състава на общината са избрани Иван Хаджилазаров (касиер), Блаже Хаджилазов, Димитър Паунчев, Кирияк Държиловец, Йосиф Гешков и Трайчо Петрович (съветници), Панайот Хаджилазов и Стефо Хадживеличкович (помощници). Те получават писмено пълномощно, подписано от 830 българи и зидарския, шивашкия, дърводелския, скотовъдския, кожухарския и търговския еснаф. Общината се упълномощава да представлява народа и се задължава да се грижи за църковно-обществения напредък. Водеща роля в създаването на общината играе Георги Динков – син на Константин Държилов и племенник на Киряк Държилов. Според Младен Панчев в 1868 година членове са също и Петруш Шумков, Насте Стоянов, Димитър и Никола Паунчеви, а по-късно същата година, тъй като руският консул иска да се явят пред него представители на общината, е избрана формална община от Костадин Герасимов от Охрид, Георги кехая и дядо Ичо от Бугариево, Йосиф Яковов и Петруш Шумков. Тази община си поръчва първия печат, състоящ се от четири части, а с дръжката – пет, всяка част се пазела от отделен член на общината и така печатът можел да бъде удрян само със съгласието на всичките пет души. Печатът е с кръгла форма, с образите на свети Кирил и Методий и Светия Дух над тях; надписът околовръст гласял: „Българска църковна община въ Солунъ“. Този печат е използван до октомври 1891 година, когато Зихни паша го забранява.
Скоро общината е разтурена поради вътрешни разногласия по училищни въпроси, но в края на август или началото на септември 1869 година е възстановена отново в по-широк състав, но запазвайки и някои от старите членове: Димитър Паунчев (председател), Петър Шумков (подпредседател), Насте Стоянов (касиер), Йосиф Яковов, Панайот Лазов, Кирияк Държиловец, Блаже Шага (Шагов), Ичо Кехая, Йосиф Франго, Георги Архимандритов и Иван Попов, Георги Карадаалията. Задачите, които се възлагат на общината са две: да издигне българското училище до степен да бъде най-добро училище с оглед на примера на добре устроените гръцки училища и да издигне българската църква „в името на съотечествениците ни и просветители на всички славянски народи свети Кирил и Методий“.
Общината се обръща за утвърждение към Привременния екзархийски смесен съвет и моли Българското читалище в Цариград да одобри назначаването на йеродякон Агапий Войнов (определен за учител във Воден) за учител в Солун.
На 7 септември 1869 година общината открива общинско смесено училище. Същата година е открито и българското Солунско читалище.
Членове на общината в 1870/71 година са Димитър Паунчев, Насте Стоянов (който е определен и за отговорен училищен настоятел), Димо Карагино, Апостол Йоано, Спасе Велков, Стоян Йованов, Андреа Илиев, Ристо Шага. В 1871/72 година са включени и Спас Дюлгерски и Апостол Иванов. През 1872 година екзарх Антим I утвърждава за временен председател, избрания от общината, свещеник Петър Димитров от Зарово. Разногласята в общината обаче продължават и се стига до разцепление и поява на нова българска община, която обаче Екзархията не утвърждава. Смущения предизвиква и отзоваването на солунския епископ Нил Изворов от Солун, направено по настоявене на Портата, която се позовава на екзархийския ферман, който не предвижда български владици в Солун и Одрин. Така се появява втората македонска уния от 1874 година. Отец Димитров се увлича за кратко от униятската пропаганда, но след среща с Петко Славейков се отказва от униятството и се разкайва с писмо до екзарха в 1874 година. Димитров остава в Солун до разгрома на Априлското въстание в 1876 година, когато е принуден да замине за Цариград.
На 20 юли 1873 година в Солун е открит български параклис с настоятели Димитър Паунчев, Насте Стоянов, Петър Шумков и устабаши Георги Стоянов от Връбница става негов настоятел. В периода 1873 – 1876 година общинари са Насте Стоянов и Петруш Шумков от Крушово, Димитър Паунчев и Андрей Илиев от Охрид, Иван Петров Ташканов от Кукуш, Христо Шага, Апостол Иванов, Стоян Иванов, Спасе Нелков, Новко Иванов и Вельо Нигрев, всички дебарлии дюлгери.
В периода 1876 – 1878 година в общината се включват Никола Паунчев и Стоян Апостолов, дебърчанин. Според други сведения по време на Руско-турската война общината е разтурена. През май 1878 година Никола Паунчев и Насте Стоянов от името на Солунската община подписват Мемоара на българските църковно-училищни общини в Македония, с който се иска присъединяване на Македония към новообразуващата се българска държава.
През 1878/1879 година, при председателството на свещеник Иван Ангелов, в общината се включват нови общинари: хаджи Христо Иванов и Тодор хаджи Мишев от Велес, Христо Николов от Дебър и Герасим Костадинов от Щип. През 1879/1880 година се включват и Никола поп Стефанов от Велес, Христо хаджи Панев от Кукуш и Янко Илиев от Дебър.
На 29 октомври и 24 декември 1879 година общината пише до екзарх Йосиф с искане за завръщане от Пловдив в Цариград, тъй като с отсъствието си от столицата занамерявал грижите за църковните дела и за противодействие срещу гръцкото духовенство, което употребявало притеснителни за българите мерки.
В 1880 година се завръща от Цариград активният народен деец архимандрит Методий Кусев, който успешно се наема да възстанови църковно-просветното дело в Солун. С негова помощ е изпратен в Солун като драгоманин на руското консулство, оглавявано от Михаил Хитрово, Наум Спространов. Кусев препоръчва на Солунската община да избере за свой председател бившия игумен на Пречистанския манастир Козма Пречистански. Кусев, Пречистански и Спространов развиват активна дейност и успяват да изправят на крака църковно-просветното дело в Солунско.
Екзархията изпраща пари за издръжка на солунските училища и учителите Кузман Шапкарев и Димитър Христов, като ги препоръчва на общината като македонци и добри учители и българи. Шапкарев е определен за секретар на общината, а след него „печатопазител“ е Герасим Константинов – прекарал известно време по затворите. Общината иска в учебната 1880 – 1881 година Екзархията да поеме издръжката на училищата, но от Цариград отпускат само определена сума пари и общината сама поема остатъка.
В началото на юли 1880 година е избрана нова община, която е утвърдена от Екзархията и е възложено ръководството на Солунска епархия. В общината влизат Иван Маджаров - председател, Димко Хаджипанов - подпредседател, свещеник Иван Ангелов - застъпник-председател, Кузман Шапкарев, Петруш Шумков, Герасим Сахатчиев, Никола Паунчев, Никола Попстефанов, К. П. Кусев, Христо Шагов, Янко Илиев и Стоян Иванов. Платен секретар е Константин Панов, на когото е възложено да събира помощи в Румелия и Княжеството за изплащане на купената училищна сграда. Скоро обаче Панов е освободен поради парични затруднения.
През есента на 1880 година общината участва активно в откриването на българската мъжка и девическа гимназия в града. На общината се възлагат не само солунски задачи, а дейността ѝ навлиза дълбоко навътре в Македония. Смятана е за „главна община на всичките общини в Македония“, тъй като може да представлява във вилаетската столица и проблемите на другите общини. Председателят на общината се е смятал за управляващ формално несъздадената Солунска епархия.
През декември общината моли руското консулство за парична помощ:
| „ | В Росийското императорско генерално консулство в Македония. Българската община в Солун, понеже не се намира в състояние да облекчи достасъжалителното положение на българските семейства, донесени в последните времена от Кюпрюлийския окръг в Солун, прибягва до благодетелното чусвство на Императорското генерално консулство, и има честта да Го моли най-покорно да благоволи и я избави от подобно неприятно положение, като пожертва и я снабди с едно количество пари. Солун, 19 д/врий 1880 Председателят свещ. Ив. Маджаров, печатопазител Герасимов, К. | “ |

През август 1882 година е избрана нова община, в която влизат Тодор Хаджимишев, Коне Шошев, Тодор Мацанов, Никола Алексиев, Петър Шумков, Насте Стоянов, С. Ризов, Н. Попев и Б. Кузманов. Общината се заема активно с работа, но скоро подава оставка, поради вътрешни разногласия, дължащи се на това, че в Солун са събрани изтъкнати търговци от разни градове на Македония и между тях трудно се постига вътрешно единство. Оставката обаче не е приета от Екзархията в Цариград, откъдето изтъкват пречките пред съставяне на нова община и дават съвети за продължаване на дейността като средищна община в Македония.
През септември 1884 година е избран нов състав на общината: Даме Петров, Георги Новоселец, Тодор Мацанов, Тодор Хаджимишев, Коне Самарджиев, Н. Попов, Константин Стателов, Коне Шошев, К. Белозелков, хаджи Пано Кушев.
В края на юли 1885 година е избран нов състав на общината, който е утвърден от екзарха.
- Отчет на Солунската българска община до екзарха от архимандрит Козма, 23 юли 1886 г.

Председател от 1886 до 1889 година е свещеник Иван Маджаров, заместен от архимандрит Григорий. От 1894 до 1904 година председател отново е свещеник Маджаров.
В периода 1897–1899 година в изборите за общинари надделява т.нар. Народна партия, предвождана от Христо Татарчев и Даме Груев; влизат почетните старци Тодор Хаджимишев, Никола Попстефанов, Саздо Дерменджиев, но зад тях стоят синовете им: Ангел Хаджимишев, Илия Попстефанов и други по-млади хора (Христо Татарчев, П. Дамянов, П. Сарафов), около които се групира интелигенцията и еснафът.
След Маджаров до 1907 година общината е оглавявана от йеромонах Неофит, наследен от архимандрит Евлогий в 1907 година.
От края на 1909 година, във връзка с новото административно-териториално деление, направено от Българската екзархия, начело на солунската община застава архиерейски наместник, а от януари 1910 година църковната община в Солун официално се преименува на Солунска българска митрополия. Титулярът ѝ обаче никога не получава берат от османските власти.
Учители в солунските български основни училища през учебната 1911/1912 година са Димитър Попангелов (старши учител), Елена Басмаджиева, Георги Ив. Захов, Верка Мотева, Атанас Петров, Петра Попстаматова, Божия Бърдарова, Пенчо Кавракиров, Петър Димитров, Виктория Христова, Андромаха Настева, Мария Димитрова, Зора Ачкова, Велика Хр. Николова, Фания Сакъова и София Попхристова.
В Меморандум на солунското българско гражданство от началото на 1913 година до министър-председателя на България се казва, че надеждите на българите са помрачени от факта, че вместо български войски в голяма част от Македония са навлезли сръбски и гръцки, които не се държат като освободители, а като завоеватели. Гръцките власти заставят българите да се обявяват за гърци, изгарят книги, тероризират българските учители, свещеници и бивши революционери. „Това е печалната картина по цяло Енидже Вардарско, Кайларско, Мъгленско, Леринско, Костурско и Солунско, райони, населени с компактно българско население, което вече от 20 години води въоръжена борба за своето освобождение. Но сега гърци и сърби открито заявяват, че няма да напуснат окупираните от тях български територии. Това е, което най-много терзае българското население. Ето защо солунското българско гражданство апелира към министър-председателя и царя на направят всичко възможно да се запази целостта на българското отечество.“

## Председатели на общината
| Име                            | Години          |
| ------------------------------ | --------------- |
| Константин Държилов            | 1862 – 1866     |
| Иван Хаджилазаров              | 1868 – 1869     |
| Димитър Паунчев                | 1869 – 1872     |
| Петър Димитров                 | 1872 – 1876     |
| Никола Паунчев                 | 1876 – 1878     |
| свещеник Иван Ангелов          | 1878 – 1879     |
| свещеник Иван Маджаров         | 1880 – 1881     |
| архимандрит Козма Пречистански | 1881 – 1886     |
| свещеник Иван Маджаров         | 1886 – 1889     |
| архимандрит Григорий Зафиров   | 1889 – 1890     |
| архимандрит Авксентий          | 1890 – 1894     |
| свещеник Иван Маджаров         | 1894 – 1903     |
| йеромонах Неофит Паскалев      | 1903 – 1907     |
| свещеник Христо Шумаров        | 1907 – 1909     |
| архимандрит Никодим            | 1909 – 1910     |
| архимандрит Евлогий Светиев    | 1910 – юни 1913 |

- Инвентар на собствеността на общината, направен от Христо Далчев за Смесената гръцко-българска емиграционна комисия

- Ведомост за заплатите на учителите и учителките в солунските основни училища през месец април 1912 год.

- Финансови сведения за учители в Солун
- Пенчо Кавракиров, Зорка Ачкова, Велика Хр. Николова
- Д. Попангелов, Елена Басмаджиева, София Попхристова, Ф. Сакъова